# 遠山荘
遠山荘(遠山庄)（とおやましょう）とは、平安時代から安土桃山時代にかけて美濃国恵那郡の木曽川以南に存在した荘園。

## 概要
遠山とは古くは美濃・信濃・三河・遠江にまたがる山岳地域の総称で、とくに美濃国恵那郡のことを指した。遠山荘は吾妻鏡の文治元年の条に記載がある。

### 範囲
- 美濃国恵那郡(現在の岐阜県恵那市・中津川市の木曽川以南と瑞浪市の陶地区)
- 美濃国土岐郡大湫村(現在の岐阜県瑞浪市大湫町)は、遠山荘とも稲村荘とも言われた。(濃陽志略)
- 中心地は地頭遠山氏の居城岩村城。
- 中津川市蛭川の和田川以西、恵那市の中野方町・笠置町・飯地は、元は加茂郡で蘇原荘に属していた。
- 建保3年(1215年)の「紙本墨書大般若波羅密多経」の全百巻の殆どにには「美濃州遠山庄馬籠村法明寺常住」と記されてあるので、馬籠峠が遠山荘と小木曾荘との境界であったことが分かる。
- 土岐郡の大湫村(現在の瑞浪市大湫町)は稲村荘であったとも遠山荘に含まれていたともされる[1]。

### 郷
- 淡氣郷(手向郷)　明知(恵那市明智町)、上村(恵那市上矢作町)、下村(恵那市上矢作町下)、荒木村(恵那市山岡町下手向荒木)、窪原(恵那市山岡町久保原)、佐々良木(恵那市三郷町佐々良木)、安主(恵那市明智町横通安主)
- 竹折郷(恵那市武並町竹折)
- 安岐郷(中津川市阿木)
- 繪下郷(中津川市中津川恵下)
- 坂本郷(中津川市坂本)

### 起源
平安時代中期

### 領主
- 当初は摂関家領(後に近衛家領)。近衛家所領目録に遠山荘の記載がある。
- 元暦2年(1185年)5月１日に源義仲の娘の菊姫が美濃国遠山荘の一村を賜るとある。(吾妻鏡)
- 文治元年(1185年)に源頼朝の重臣の加藤景廉が功績により拝領。(美濃国諸旧記)
- 建久6年(1196年)に源頼朝の重臣の加藤景廉が功績により拝領。(遠山譜)

「美濃国恵那郡遠山庄事　右為勲功之賞遠山加藤次景廉所充行也者　早令領知可被専所務之状如件　建久六乙卯年三月三日頼朝判」
- その後、長男が遠山景朝と称し遠山氏の初代となり、子孫が遠山荘内に分かれて繁栄した。